# Otostephanos torquatus
Otostephanos torquatus är en hjuldjursart som först beskrevs av David Bryce 1913.  Otostephanos torquatus ingår i släktet Otostephanos och familjen Habrotrochidae.

## Underarter
Arten delas in i följande underarter:
- O. t. amoenus
- O. t. torquatus